# DJ Screw
Robert Earl Davis, Jr. (20 de julho de 1971 - 16 de novembro de 2000), mais conhecido pelo seu nome artístico DJ Screw foi um DJ e rapper estadunidense, mais conhecido por trabalhar no grupo Screwed Up Click e se envolver de forma direta na cena do hip hop de Houston. Ele lançou 234 screw-tapes até a data de sua morte, em 16 de novembro de 2000, resultante da combinação letal de codeína com outras drogas.

## Discografia

### Screw-tapes
DJ Screw lançou 234 screw-tapes.
- Chapter 001 - Don Deal '97
- Chapter 002 - Tales From Tha 4 '96
- Chapter 003 - Duck Sick '96
- Chapter 004 - Choppin' Game Wit Toe '97
- Chapter 005 - Still A G At 27 '97
- Chapter 006 - Down South Hustlers '97
- Chapter 007 - Ballin' In Da Mall '98
- Chapter 008 - Let's Call Up On Drank '96
- Chapter 009 - Makin' Cash Forever '98
- Chapter 010 - Southside Still Holdin' '99
- Chapter 011 - Headed To The Classic '96
- Chapter 012 - June 27 '96
- Chapter 013 - Leanin' On A Switch '96
- Chapter 014 - Sippin' Codeine '98
- Chapter 015 - The Next Episode '95
- Chapter 016 - Late Night Fuckin' Yo Bitch '95
- Chapter 017 - Show Up And Pour Up '96
- Chapter 018 - Killuminati '97
- Chapter 019 - 'N 2 Deep '99
- Chapter 020 - Crumbs To Bricks '99
- Chapter 021 - The World Is Mine '97
- Chapter 022 - P's and Q's '96
- Chapter 023 - Dancing Candy '96
- Chapter 024 - 9 Months Later '96
- Chapter 025 - Unpredictable '97
- Chapter 026 - Blowin' Big Behind Tint '96
- Chapter 027 - Plots And Schemes '97
- Chapter 028 - Worldwide Southside '98
- Chapter 029 - Saturday Nite Live '95
- Chapter 030 - G Love '98
- Chapter 031 - 2000 Tears
- Chapter 032 - G-Code '00
- Chapter 033 - G'd Up Shit '97
- Chapter 034 - It's A Dirty World '99
- Chapter 035 - Charge It To The Game '97
- Chapter 036 - Who Next With Plex '95
- Chapter 037 - 10201 '96
- Chapter 038 - Headed 2 Da League '97
- Chapter 039 - One Life To Live '97
- Chapter 040 - Yellowstone vs. The Nation '97
- Chapter 041 - Ghetto Fabulous '98
- Chapter 042 - Popped Up Smoked Up '96
- Chapter 043 - Independence Day '97
- Chapter 044 - Eyes On The Prize '99
- Chapter 045 - 100% Business '97
- Chapter 046 - Syrup and Soda '95
- Chapter 047 - Pussy, Weed And Alcohol '98
- Chapter 048 - Gallon 1 '96
- Chapter 049 - Codeine Fiend '95
- Chapter 050 - Money Over Bitches '96
- Chapter 051 - 9 Fo Shit '94
- Chapter 052 - Only Rollin' Red '97
- Chapter 053 - Y 2 Grey '99
- Chapter 054 - No Haters Allowed '96
- Chapter 055 - Back On The Streets '96
- Chapter 056 - Blue Ova Grey '98
- Chapter 057 - Wineberry Over Gold '95
- Chapter 058 - You Don't Work You Don't Eat '97
- Chapter 059 - Southside Most Wanted '99
- Chapter 060 - All Day In The Trey '97
- Chapter 061 - Niggas Can't See Me '96
- Chapter 062 - Dead End Hustler For Life '97
- Chapter 063 - Mourn U Till I Join You '97
- Chapter 064 - Locked N Da Game '96
- Chapter 065 - Road To Riches '97
- Chapter 066 - Layed Back Rollin '96
- Chapter 067 - Back In Tha Deck '98
- Chapter 068 - Tre World '98
- Chapter 069 - Southside Riders '97
- Chapter 070 - Endonesia '97
- Chapter 071 - The Final Chapter '96
- Chapter 072 - Off The Head '97
- Chapter 073 - Don't Make Dollars Don't Make Sense '95
- Chapter 074 - Mash For My Dream '98
- Chapter 075 - Ridin' High '97
- Chapter 076 - Black Hearted '97
- Chapter 077 - Only The Real '99
- Chapter 078 - Nobody Does It Better '97
- Chapter 079 - Ain't Nuthin' Better '97
- Chapter 080 - Hold Ya Head '97
- Chapter 081 - Screwed Up Texas '00
- Chapter 082 - 98 Live
- Chapter 083 - Ball 2 U Fall '98
- Chapter 084 - Str8 Puttin' It Down '97
- Chapter 085 - Riches Over Bitches
- Chapter 086 - Gees Nite Out
- Chapter 087 - Shinnin' Like The Sun
- Chapter 088 - Blasphemy
- Chapter 089 - Outlaws
- Chapter 090 - 4th Of July
- Chapter 091 - Take It How You Wanna
- Chapter 092 - Back N Yo Ear
- Chapter 093 - Da Reunion
- Chapter 094 - Still Hoopin'
- Chapter 095 - Sittin' On Top Of The World
- Chapter 096 - Can't Hold Ya Hand
- Chapter 097 - Players Choppin Game
- Chapter 098 - Four Corners Of The World
- Chapter 099 - Shot Callin'
- Chapter 100 - Platinum Shit
- Chapter 101 - Graduation 99
- Chapter 102 - 3 Years Later
- Chapter 103 - Popped Up Sittin Low
- Chapter 104 - Sittin' Sideways
- Chapter 105 - Everyday Allday
- Chapter 106 - On A Pint
- Chapter 107 - It's All Good
- Chapter 108 - 3 'N Da Mornin'
- Chapter 109 - Einstein
- Chapter 110 - Feel My Pain
- Chapter 111 - Shit Don't Stop
- Chapter 112 - Jammin' Screw
- Chapter 113 - Barre
- Chapter 114 - Bow Down
- Chapter 115 - Down And Out
- Chapter 116 - Straight From The Heart
- Chapter 117 - Return Of The Red
- Chapter 118 - Laftex
- Chapter 119 - No Drank
- Chapter 120 - 10 Deep
- Chapter 121 - Another Day Another Dollar
- Chapter 122 - Facin' Time
- Chapter 123 - Snitches
- Chapter 124 - Hurricane Duck
- Chapter 125 - Ooh Wee Man
- Chapter 126 - If The Price Is Right
- Chapter 127 - Southside Holdin'
- Chapter 128 - It's Gonna Get Better
- Chapter 129 - In Yo Face
- Chapter 130 - Back 2 The Lab
- Chapter 131 - Syrup Sippers
- Chapter 132 - Can't Fade It
- Chapter 133 - Money By The Ton
- Chapter 134 - Hard Times
- Chapter 135 - Steady Dippin'
- Chapter 136 - Da Funk Is On Your Mind
- Chapter 137 - Blue 22
- Chapter 138 - Are U Still Down
- Chapter 139 - 2 Liters
- Chapter 140 - Symptoms Of A Thug
- Chapter 141 - Another Platinum Hit
- Chapter 142 - All Work No Play
- Chapter 143 - Million Dollar Boys
- Chapter 144 - Heavy 'N Tha Game
- Chapter 145 - S.U.C. For Life
- Chapter 146 - Only Time Will Tell
- Chapter 147 - Niggas & Flys
- Chapter 148 - Do You Feel Me
- Chapter 149 - Beatin Up Da Block
- Chapter 150 - Mind On My Money
- Chapter 151 - Mo Money
- Chapter 152 - Pullin' On Yo Curve
- Chapter 153 - Drankin' On A Gallon
- Chapter 154 - Pop Trunk
- Chapter 155 - No Love
- Chapter 156 - 100 Minutes Of Realness
- Chapter 157 - Goin' Fed
- Chapter 158 - Squarin' It Off
- Chapter 159 - Out The Shop
- Chapter 160 - Hail Mary
- Chapter 161 - Same Ol' G
- Chapter 162 - Unlady Like
- Chapter 163 - Mashing 'N Millenium Mode
- Chapter 164 - Southside Connection
- Chapter 165 - Street Fame
- Chapter 166 - Telephone Love
- Chapter 167 - A Million Dollars Later
- Chapter 168 - No Time For Bullshit
- Chapter 169 - Still Standing
- Chapter 170 - Wreckshop
- Chapter 171 - Freestyle Kings
- Chapter 172 - Straight Wreckin'
- Chapter 173 - 99 Live
- Chapter 174 - D.E.A. Bootcamp
- Chapter 175 - Players Ball
- Chapter 176 - Robin St. 4 Life
- Chapter 177 - In God We Trust
- Chapter 178 - In The Zone
- Chapter 179 - Mind Over Matter
- Chapter 180 - 3 'N Da Morning Pt. II
- Chapter 181 - Grey In The Deck
- Chapter 182 - Ridin' Dirty
- Chapter 183 - In The Do
- Chapter 184 - Going Hard
- Chapter 185 - Staying Down
- Chapter 186 - Thug Life
- Chapter 187 - Dead End Representative
- Chapter 188 - Pay Like U Way
- Chapter 189 - Another Day Another Dub
- Chapter 190 - 3-4 Action
- Chapter 191 - Southsiders
- Chapter 192 - High Till I Die
- Chapter 193 - Something 4 Dat Trunk
- Chapter 194 - Thangs Done Changed
- Chapter 195 - Fear No Man
- Chapter 196 - Sugar Hill
- Chapter 197 - Crawfish 96
- Chapter 198 - Uncut Funk
- Chapter 199 - Street Dreams
- Chapter 200 - Ain't No Sleepin'
- Chapter 201 - Players Nite Out
- Chapter 202 - Still In Da Game
- Chapter 203 - Almost On Dem Streets
- Chapter 204 - The Meadows 94
- Chapter 205 - Slippin' Red
- Chapter 206 - Haters Stay Away
- Chapter 207 - Goin' All Out
- Chapter 208 - Austin 2 Houston Pt. II
- Chapter 209 - Deep Down South
- Chapter 210 - Bangin' Down The Strip
- Chapter 211 - Off Parole
- Chapter 212 - Still Hustlin'
- Chapter 213 - Made Niggaz
- Chapter 214 - Old School
- Chapter 215 - South Side Players
- Chapter 216 - Flippin' On A Sunny Day
- Chapter 217 - Sittin' On Chrome
- Chapter 218 - Way 2 Real
- Chapter 219 - Leanin In The Leans
- Chapter 220 - Player Memories
- Chapter 221 - 2 Pints Deep
- Chapter 222 - My Block
- Chapter 223 - Trey Day
- Chapter 224 - 97 Live
- Chapter 225 - Back Up In You
- Chapter 226 - Million Dollar Hands
- Chapter 227 - We Don't Bar It 94
- Chapter 228 - Back On The Grind
- Chapter 229 - Thugs Night Out
- Chapter 230 - Paying Dues 95
- Chapter 231 - Love 4 The Hood
- Chapter 232 - NOHH Prisoners
- Chapter 233 - Finally Made It
- Chapter 234 - Still a G at 23